# Cladonia aleuropoda
Cladonia aleuropoda är en lavart som beskrevs av Vain. Cladonia aleuropoda ingår i släktet Cladonia och familjen Cladoniaceae.   Inga underarter finns listade i Catalogue of Life.